# 서왈보
서왈보(徐曰甫, 1886년~1926년 6월 28일)는 한국의 독립 운동가이며, 한국 최초의 항공기 조종사이다.

## 생애
1886년 함경남도 원산에서 태어나 평양 대성학교에서 공부하였다.
만주에서 독립운동에 가담하였고, 1919년 중국 남원항공학교를 졸업하여 한국인으로서는 최초의 항공기 조종사가 되었다.
풍옥상 군벌의 항공대장, 남원항공학교장 등을 역임하면서 최용덕이 보정항공학교에 입학할 수 있도록 도와주기도 하였다.
1926년 6월 28일 중국 장가구(張家口) 공가장(孔家庄) 비행장에서 새로 수입된 이탈리아제 언살도 비행기를 시승해보다가 비행기 추락으로 사망했다.
그가 사망했을 때 동아일보는 두 차례에 걸쳐서 추모기사를 내보냈고, 원산과 평양, 간도 용정 등지에서 추모집회가 열리기도 했다.
1990년 건국훈장 애족장이 추서되었다.

## 같이 보기
- 안창남